# Газиева, Ирина Сергеевна
Ирина Сергеевна Газиева (род. 28 сентября 1986, Ленинград) — российская дзюдоистка. Чемпионка и призёр чемпионатов России, призёр этапов розыгрышей Кубка мира, мастер спорта России. Выступала в полутяжёлой весовой категории (до 70 кг). Тренировалась под руководством Михаила Рахлина, В. А. Судакова и А. К. Намазова.

## Спортивные результаты
- Мемориал Владимира Гулидова 2007 года — ;
- Первенство России по дзюдо среди молодёжи 2007 года — ;
- Первенство России по дзюдо среди молодёжи 2008 года — ;
- Чемпионат России по дзюдо 2010 года — ;
- Чемпионат России по дзюдо 2011 года — ;
- Чемпионат России по дзюдо 2012 года — ;
- Кубок России по дзюдо среди женщин 2012 года — ;
- Чемпионат России по дзюдо 2013 года — ;
- Grand Prix Judo Qingdao 2013 года — ;
- Grand Prix Judo Tbilisi 2014 года — ;
- European Judo Open Portugal 2015 года — ;
- European Judo Open Cluj-Napoca 2015 года — ;
- Championships World Judo Teams Astana 2015 года — ;
- African Judo Open Mauritius 2015 года — ;
- European Judo Open Women Rome 2106 года — ;
- Argentina Judo Open Aires 2016 года — ;
- European Judo Championships Women Teams Kazan 2016 года — ;

## Награды
Медаль ордена «За заслуги перед Отечеством» II степени (14 октября 2020) — за заслуги в развитии физической культуры и спорта, активную общественную деятельность.